# José Guadalupe Aguilera
José Guadalupe Aguilera Serrano (Mapimí, Durango 5 de febrero de 1857 - Ciudad de México 13 de marzo de 1941) fue un geólogo mexicano. Fundó el Instituto Geológico de México, reveló diversas zonas de la geografía mexicana, elaboró la primera “Carta Geográfica de la República Mexicana", además de realizar aportes en el ámbito de la vulcanología, y el revelamiento de yacimientos minerales de México.

## Biografía
Sus padres eran José Aguilera Belmonte minero de profesión y María Petra Serrano Aragón, tuvieron 24 hijos de los cuales José fue el más pequeño. 
Fue el colegio en Mapimí, donde se destacó por su capacidad, curiosidad, poder de observación e inteligencia, por lo que sus padres lo enviaron a continuar sus estudios a Durango. Allí inicialmente concurre al seminario Conciliar del Estado de Durango (Instituto Juárez),  y luego al Colegio Civil del seminario.
Posteriormente en Ciudad de México en 1876 ingresa en la Escuela Nacional de Ingenieros donde cursa estudios de "Ensayador, Apartador y Beneficiador de Minerales". Una vez graduado en 1879 trabaja en la “Comisión Geográfica Exploradora”, donde se especializa como naturalista y geógrafo, entre 1880 a 1884 trabaja en los Estados de Puebla,  Oaxaca y Tlaxcala.
Entre 1884 y 1886, gracias a su seriedad y profesionalismo es enviado a Estados Unidos para perfeccionarse en geología en el Smithsonian Institution en Washington. En 1885 se casa con Lillie Gouville en Nueva Orleans, Estados Unidos. A su regreso a México junto con Antonio del Castillo, elaboran la primera “Carta Geográfica de la República Mexicana", además crea la Comisión Geográfica, que posteriormente convierte en el Instituto Geológico siendo su director.
En 1898 publica el "Catálogo sistemático y geográfico de las especies mineralógicas de la República Mexicana", por su alcance y contenido el mismo es un hito en la historia de la mineralogía en México. 
Fue designado subsecretario de Fomento durante el gobierno de Victoriano Huerta. Entre las tareas realizadas por Aguilera se destaca el relevamiento de las sierras al sur de Puebla, Guerrero, los Mixtecos y el oeste de Jalisco. Elaboró el catálogo de las especies minerales en México.

## Obras
- Sinopsis de Geología Mexicana
- Breve Explicación del Bosquejo Geológico de la República Mexicana
- Catálogo de las especies minerales y su distribución geográfica en México
- Les Volcans du Mexique dans leurs Relatios avec le relief et la Tectonique du Pays
- Fauna Fósil De La Sierra De Catorce, San Luis Potosí. 2012. Antonio del Castillo(Autor), José Guadalupe Aguilera Serrano(Creador). 170 pag. Nabu Press 2012. ISBN 1279032448,  ISBN 978-1279032442
- Sobre las condiciones tectónicas de la República Mexicana por el ingeniero Don José G. Aguilera. 2009. José Guadalupe Aguilera Serrano. ISBN 111518105X,  ISBN 978-1115181051
- Datos Para La Geología De México. 2012. Ezequiel Ordóñez(Autor), José Guadalupe Aguilera Serrano(Creador). 118 Pag. Nabu Press 2012. ISBN 1275103790, ISBN 978-1275103795